# Adalberto Cardoso
Adalberto Cardoso, född 21 december 1905, död 11 januari 1972, var en friidrottare från Brasilien. Han deltog vid olympiska sommarspelen 1932.